# Latif Nazemi
Latif Nazemi (persisch لطیف ناظمی – Latīf Nāzemī; * 11. Mai 1947 in Herat) ist ein afghanischer Dichter, Literaturkritiker und Schriftsteller der modernen persischen Literatur.
Latif Nazemi lebt und arbeitet in Deutschland.

## Leben
Latif Nazemi besuchte zunächst in Herat die Schule. Nach dem Abitur studierte er Persische Literatur (Farsi-Darī) an der Universität Kabul. Er wurde  promoviert und unterrichtete das Fach später als Dozent. Von 1982 bis 1984 lehrte Nazemi Persische Literatur an der Humboldt-Universität zu Berlin. Latif Nazemi lebt seit 1990 mit seiner Frau und vier Söhnen im deutschen Exil in Frankfurt am Main und arbeitet für den Radiosender Deutsche Welle.
Als Präsident des afghanischen Staatsfernsehens trug er wesentlich zur Meinungsfreiheit in Afghanistan bei.
Sein Gedichtband Milād-e Sabz (Grüne Geburt) wurde 1975 mit dem afghanischen Preis für Dichtung ausgezeichnet. Neben drei Gedichtsbänder hat Latif Nazemi mehrere hundert Aufsätze in der afghanischen und internationalen Presse veröffentlicht.

## Werke (Auswahl)
- Die grüne Geburt (Milād-e Sabz, 1975)
- Schatten und Moor (Saya wa mordab, 1987)
- Vom Garten zum "Ghazal" (Az bagh ta ghazal, 2001)

Gedichte
- Der Traum
- Die Flucht